# Claire Etcherelli
Claire Etcherelli (Bordeaux, 11 gennaio 1934 – 5 marzo 2023) è stata una scrittrice francese.
Ex operaia, vinse nel 1967 il Prix Femina per il romanzo autobiografico Élise o la vera vita.

## Biografia
Claire Etcherelli, figlia di un portuale fucilato durante la Seconda guerra mondiale, resta orfana all'età di 11 anni. Entrata sotto la tutela dello Stato, viene mandata in un collegio cattolico a Bordeaux ma abbandona gli studi. Nel 1951 si sposa. Inizia a scrivere a 19 anni. Nel 1955 nasce il primo figlio. Nel 1957 si trasferisce a Parigi, dove lavora prima in una catena di montaggio della Citroën, poi come operaia in un'altra fabbrica. Dopo essere stata ricoverata a causa di problemi di salute, sopravvive occupandosi di lavori domestici, poi nel 1960 trova lavoro in un'agenzia di viaggi, cosa che le permette di ricominciare a scrivere. Inizia quindi la redazione di Élise o la vera vita, romanzo in cui descrive il lavoro alla catena di montaggio, le relazioni umane e soprattutto il razzismo che proliferava in Francia in quel periodo, durante la guerra d'Algeria. Nel 1959 dà alla luce il suo secondo figlio.
Nel 1963 termina il suo romanzo, cercando invano un editore. L'anno successivo, Élise o la vera vita viene finalmente pubblicato da Denoël. Il romanzo riceve rapidamente un'accoglienza favorevole e viene recensito da Simone de Beauvoir su Le Nouvel Observateur. Il romanzo si aggiudica quindi il Prix Femina nel 1967. Nel 1970 ne viene tratto il film omonimo presentato al Festival di Cannes dal regista Michel Drach.
Nel 1971 Etcherelli porta a termine il suo secondo romanzo, À propos de Clémence, che tratta di violenza contro le donne. Il protagonista maschile, un rifugiato politico che cade preda della disperazione e si vendica picchiando la propria compagna, è ispirato al ricordo di un vicino di casa di quand'era bambina, un rifugiato spagnolo condannato per il tentato omicidio della moglie.
Nel 1973 diventa segretaria di redazione della rivista Les Temps modernes.
Nel 1978 Etcherelli pubblica il suo terzo romanzo, Un arbre voyageur. Il libro è ancora una volta una critica sociale, un ritorno alle radici operaie nel quartiere di Belleville sullo sfondo della guerra d'Algeria.
Claire Etcherelli muore il 5 marzo 2023 nel 13º arrondissement di Parigi. I suoi funerali si tengono in forma privata nel cimitero di Pantin, dove riposa accanto alla nonna.

## Opere
- (FR) 1967: Élise ou la Vraie Vie, Denoël
  - Elisa o la vera vita, traduzione di Michele Iarocci, Milano, Feltrinelli, 1968; Élise o la vera vita, traduzione di Anna Scalpelli, Roma, L'orma editore, 2024
- (FR) 1971: À propos de Clémence, Gallimard
- (FR) 1978: Un arbre voyageur, Gallimard
- (FR) 2003: Un temps déraisonnable, Éditions du Félin
- (FR) 2007: Un mal de chien, Robert Laffont
- (FR) 2021: Prenez grand soin de m'oublier, Le Bord de l'eau

## Premi
- 1967 - Prix Femina per Élise o la vera vita

## Adattamenti
- 1970 : Élise ou la Vraie Vie, film francese di Michel Drach, con Marie-José Nat, Mohamed Chouikh e Bernadette Lafont.